# 3403 Tammy
3403 Tammy è un asteroide della fascia principale. Scoperto nel 1981, presenta un'orbita caratterizzata da un semiasse maggiore pari a 2,4113693 au e da un'eccentricità di 0,1957005, inclinata di 4,57497° rispetto all'eclittica.
L'asteroide è dedicato a Tammy Irelan, moglie di un assistente al MIT Lincoln Laboratory.